# Temnothorax americanus
Temnothorax americanus (лат.) — вид муравьёв-рабовладельцев рода Temnothorax. Ранее, он считался единственным представителем рода Protomognathus.

## Распространение
Обитает на северо-востоке США и прилегающих регионов Канады.

## Описание

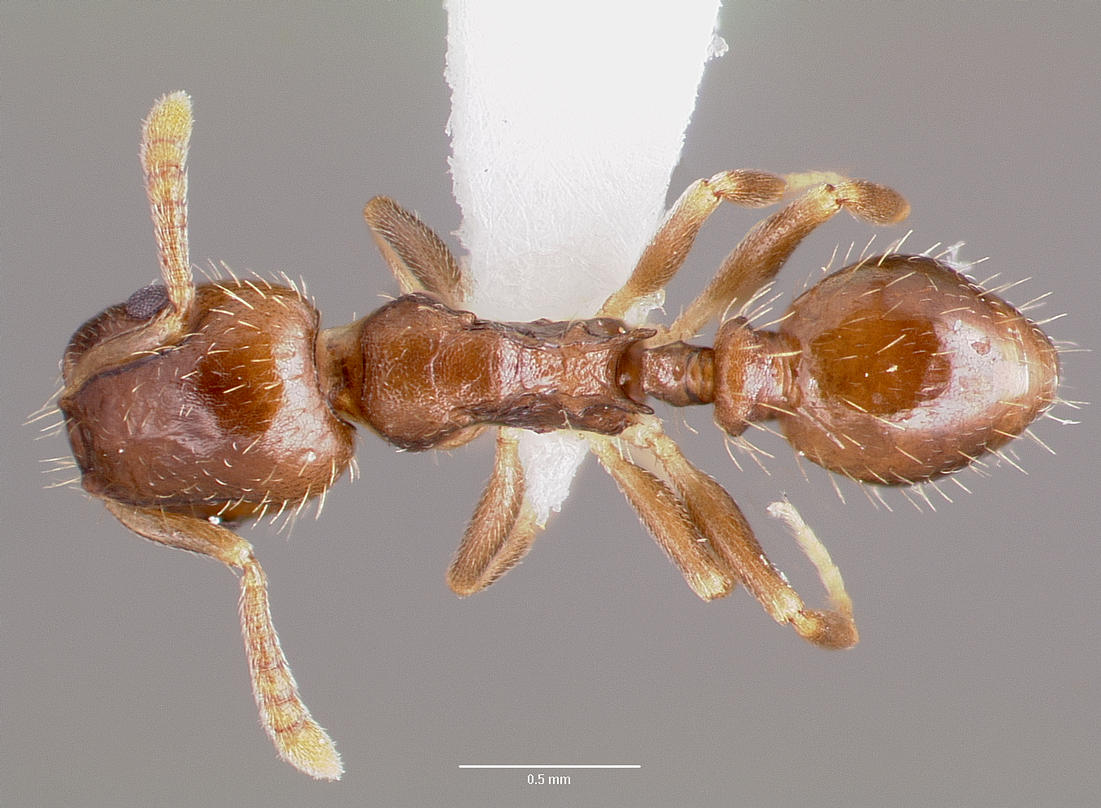
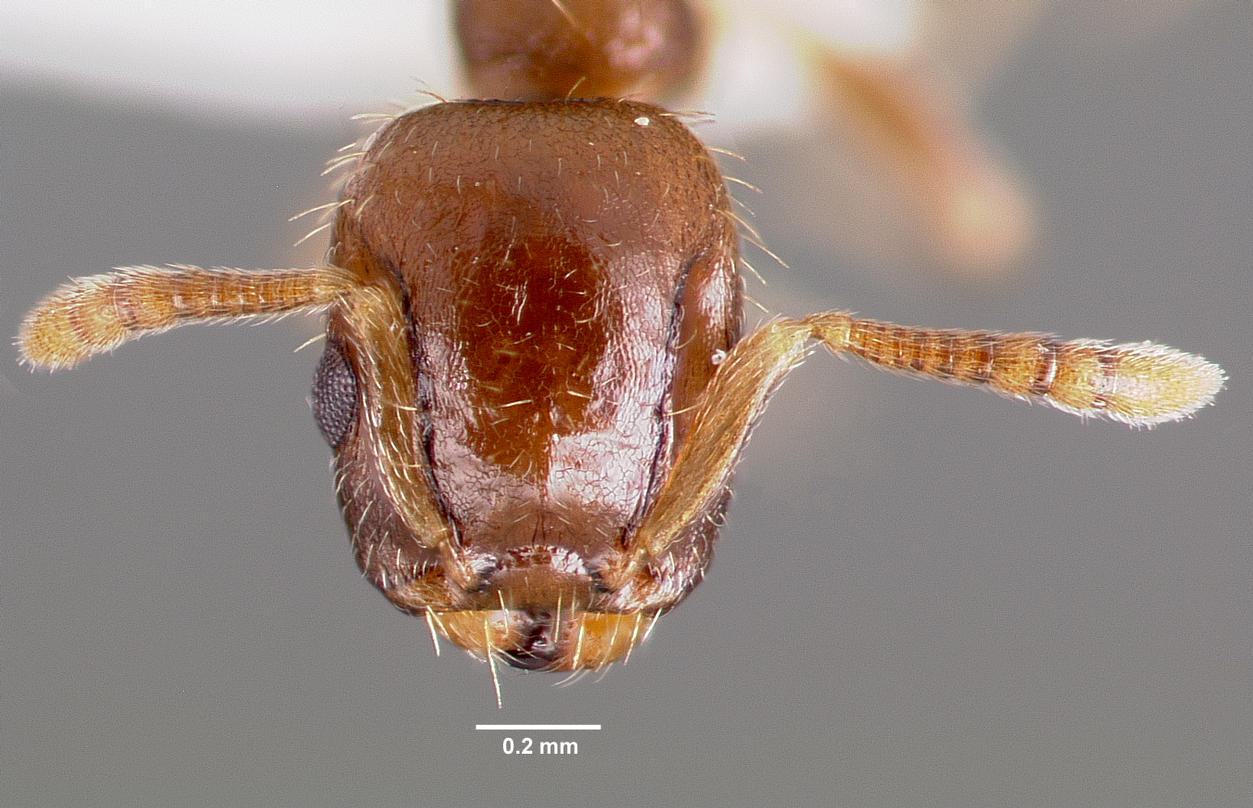

Длина тела 2—3 мм.

## Образ жизни
Temnothorax americanus не добывает сам себе пищу, вместо этого его рабочие-разведчики ищут ближайшие колонии вида муравьёв-рабов, крадут оттуда личинок и приносят их в свою колонию. Небольшая колония Temnothorax americanus состоит из матки, от двух до пяти рабочих и от тридцати до шестидесяти рабов.
В статье опубликованной в журнале Animal Behaviour исследователи показали, что разведчики Temnothorax americanus нацелены на более сильные колонии, чем на более слабые.
Захваченные рабочие Temnothorax развили стратегию борьбы с рабовладельцами, они разрушают все женские куколки своих хозяев вида Protomognathus americanus, но оставляют в живых самцов (которые не принимают участия в угоне рабов).